# Yogananda Pittman

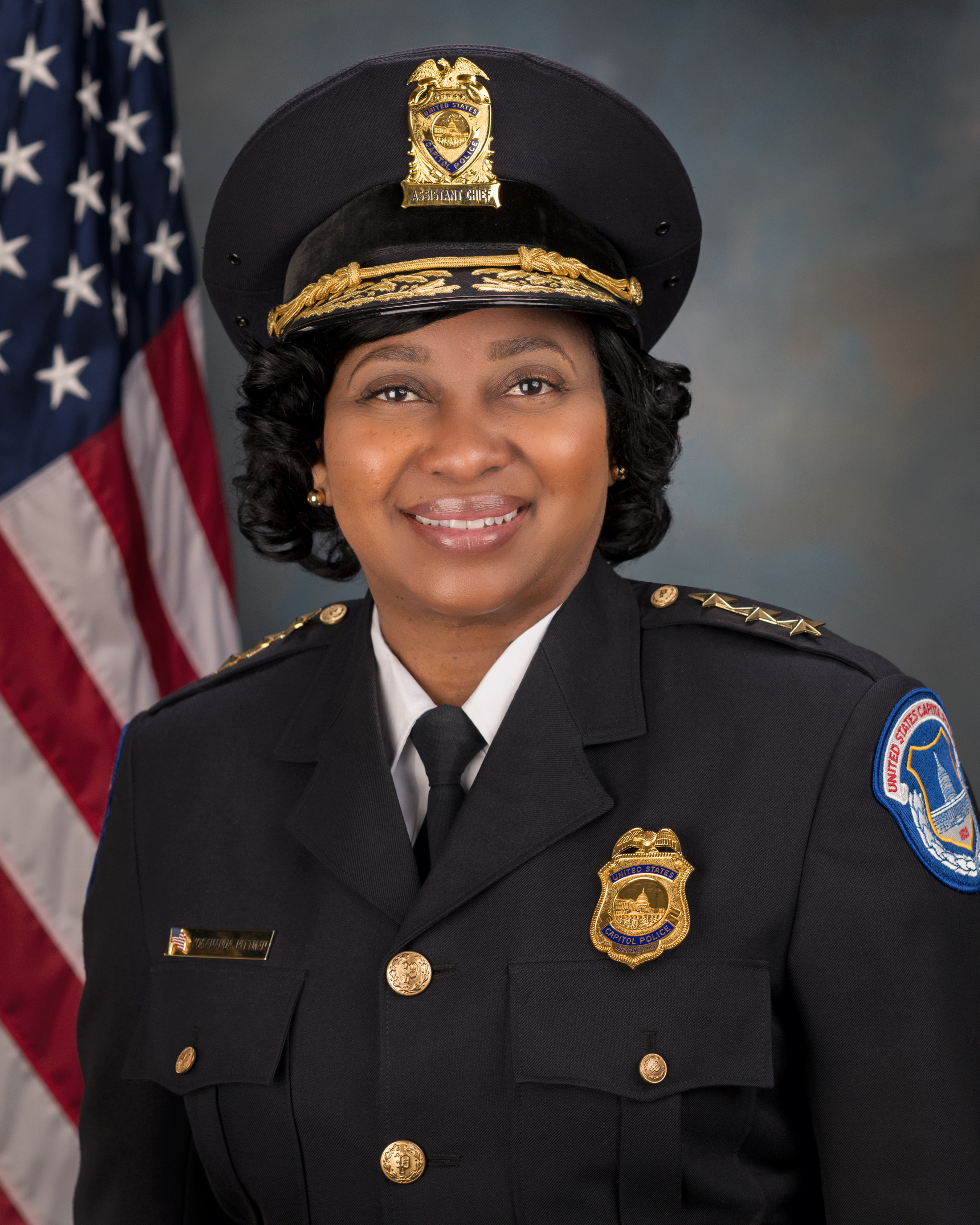
Yogananda Pittman

Yogananda D. Pittman ist eine US-amerikanische Polizistin und war vom Januar bis Juli 2021 Chefin der United States Capitol Police.

## Ausbildung
Pittman absolvierte 1999 ein Psychologiestudium an der Morgan State University mit dem Abschluss Bachelor of Science. Am Marist College in Poughkeepsie erhielt sie im Mai 2019 einen Master in öffentlicher Verwaltung. Derzeit promoviert sie an der West Chester University in Pennsylvania zum Doctor of Public Administration. Im Dezember 2018 schloss Pittman die National Academy des Federal Bureau of Investigation (FBI) ab.

## Karriere
Pittman trat im April 2001 der United States Capitol Police (USCP) bei und absolvierte im September 2001 das Federal Law Enforcement Training Center (FLETC). 2006 wurde sie zum Sergeant befördert und der Kommunikationsabteilung zugeordnet. Im Januar 2010 wurde Pittman zum Lieutenant befördert und der Hausabteilung zugeordnet. 2012 gehörte Pittman zu den ersten afroamerikanischen weiblichen Vorgesetzten, die zum Captain der USCP befördert wurden. Während ihres Dienstes als Captain wurde sie als Executive Officer der Kapitolabteilung zugeordnet. Bei der Amtseinführung des Präsidenten im Jahr 2013 war sie für die Sicherheit zuständig und beaufsichtigte dort mehr als 400 Offiziere und Zivilisten. Im Dezember 2015 wurde Pittman zum Inspector befördert, im Juni 2018 zum Deputy Chief.
Nachdem Steven Sund zum 16. Januar 2021 aufgrund des Sturms auf das Kapitol zurückgetreten ist, wurde Pittman die erste weibliche afroamerikanische Chefin der USCP.